# Australoeucyclops eucyclopoides
Australoeucyclops eucyclopoides is een eenoogkreeftjessoort uit de familie van de Cyclopidae. De wetenschappelijke naam van de soort is voor het eerst geldig gepubliceerd in 1927 door Kiefer.